# Блестяща изолация
Политиката на Блестяща изолация (на английски: Splendid isolation) е дипломатическа политика за избягване на съюзи и заплитания. Някои историци използват този термин, за да опишат външната политика, преследвана от Великобритания в края на 19 век под премиерските лидери на Консервативната партия на Бенджамин Дизраели и Лорд Солсбъри. Лорд Дерби обявява политиката през 1866 г., когато е бил външен министър:
| „ | Задължение на правителството на тази страна, поставено по отношение на географското положение, е да се задържи на условията на добра воля с всички народи, които го заобикалят, но да не се заплита с нито един-единствен или монополизиращ съюз с нито един от тях; преди всичко да се стремим да не се намесваме ненужно и зловещо във вътрешните работи на която и да е чужда държава. | “ |

Баланса на силите поддържа посредством т.нар. „принцип на двата стандарта“, т.е. военният ѝ флот трябва да съответства на равнището на обединените морски сили на двете следващи я по сила морски държави.
Терминът е въведен през януари 1896 г. от канадския политик Джордж Еулас Фостър, който посочва одобрението си за минимално участие на Великобритания в европейските въпроси, като казва: „В тези донякъде обезпокоителни дни, когато Великата майка империя стои прекрасно изолирана в Европа“. 